# سانجي
فينسموك سانجي (باليابانية: ヴィンスモークサンジ، بالروماجي: Vinsmoke Sanji) والمعروف باسم سانجي (باليابانية: サンジ، بالروماجي: Sanji) هو شخصية خيالية وأحد الشخصيات الرئيسية في أنمي ومانجا ون بيس، التي أنشأها إييتشيرو أودا. يُعتبر قرصانًا من قراصنة قبعة القش، وهو العضو الرابع الذي انضم إلى الطاقم، حيث يُعرف بدوره كطباخ للطاقم ويُلقب بالساق السوداء.
هو أحد أبناء عائلة الفينسموك الحاكمة سابقًا لكل الأزرق الشمالي (الجيرما 66). يمتاز بقوة متميزة في القتال رغم أنه لم يأكل فاكهة شيطان، كما أنه لم يضرب أي امرأة في حياته. يتميز بشغفه وحبه لأي امرأة جميلة يلتقي بها.
حصل سانجي على مكافأته الأولى بعد أن قضى على أحد أعضاء منظمة السي بي 9، جايابورا، في أحداث جزيرة إينيس لوبي، حيث كانت الجائزة على رأسه تقدر بـ77,000,000 بيري. بعد حادثة جزيرة دريسروزا، عندما تغلب الطاقم على عائلة دونكيهوتي، ارتفعت مكافأته إلى 177,000,000 بيري. ثم زادت المكافأة إلى 330,000,000 بيري بعد مشاركته في محاولة اغتيال بيغ مام. وأخيرًا، ارتفعت مكافأته إلى 1,032,000,000 بيري بعد أحداث بلاد وانو.

## مسيرته وأسلوب قتاله
يتميز سانجي بقوته في القتال من خلال قدميه، حيث تكمن مركز قوته في رشاقتهما وقوتهما. يُلقب بـ"الساق السوداء"، ويتميز بامتلاكه لتقنية فريدة تُعرف باسم "ساق الشيطان"، التي تمكنه من استخدام النار من قدميه لتعزيز قوة ضرباته. حتى الآن، لم تُكشف الطريقة التي اكتشف بها سانجي هذه التقنية.

### الهاكي
يمتلك سانجي نوعين من الهاكي من أصل ثلاثة، وهما هاكي التسلح وهاكي الملاحظة، حيث يُعتبر متخصصًا في هاكي الملاحظة.

### بدلة الجيرما
أو بدلات الغارة هي ملابس الغارة الخاصة مُحسَّنة تقنيًا ومصممة للقتال، تم تطويرها في مملكة جيرما وتستخدم حصريًا من قبل العائلة المالكة والقادة العسكريين، عائلة الفينسموك.
يمتلك سانجي بدلة من بدلات الغارة الخمسة، التي تمنح مستخدمها قدرات مميزة مثل الطيران والصلابة، بالإضافة إلى خصائص فريدة لكل بدلة. عند عدم الاستخدام، تُخزن البدلات داخل عبوات إسطوانية ملونة تحمل رموزًا شخصية. بالنسبة لعبوة سانجي، فهي سوداء اللون وعليها الرقم 3 باللون الأصفر. لارتداء البدلة، ينقر مرتديها على زر العلبة، مما يؤدي إلى تدويرها وتحرير مادة البدلة. تتميز هذه المادة بقدرتها على تذكر شكل مرتديها، مما يسمح لها بالإلتفاف بسرعة حول جسمه وتشكيل البدلة الكاملة.
تتفرد كل بدلة من بدلات الغارة بتصميمها وقدرتها. حصل سانجي، العضو الوحيد في عائلة الفينسموك الذي ليس جزءًا من جيرما 66، على بدلة الغارة الخاصة به بشكل منفصل عن إخوته بعد أحداث جزيرة الكعكة الكاملة.
يرتدي سانجي قميصًا أسود مزدوج الصدر يشبه قميص نيجي، مع عباءة سوداء تحمل الرقم "3". لديه أيضًا قناع يغطي وجهه وسكوت أحمر، ويخطط لجعل أوسوب وفرانكي يعدلان التصميم لاحقًا.
تتميز بدلة الغارة الخاصة بسانجي بخاصية الإختفاء، مما يجعل منه شخصًا غير مرئي. بسبب هذه الميزة، أُطلق عليه لقب "الأسود الخفي".

## إنضمامه للطاقم
تعرف سانجي على قائد طاقم قبعة القش، مونكي دي لوفي، في مطعم باراتيي بعد أن أُجبر لوفي على العمل هناك لتعويض الأضرار التي ألحقها بالمطعم ورئيس الطهاة زيف. أعجب لوفي بشخصية سانجي عندما رأى الأخير يطعم قرصانًا جائعًا لم يكن يملك المال. بعد ذلك، دعا لوفي سانجي للانضمام إلى طاقم قبعة القش كطباخ والإبحار معه إلى الغراند لاين، لكن سانجي قابله بالرفض، مؤكدًا رغبته في البقاء في مطعم باراتيي حتى يعترف به زيف، رغم رغبة زيف في أن يذهب سانجي إلى الغراند لاين لتحقيق حلمه.
بعد انتهاء المعركة بين قراصنة دون كريغ ومطعم باراتيي، وعندما أنقذ لوفي المطعم، عفى زيف عن الأضرار التي تسبب بها لوفي وسمح له بالرحيل. اجتمع لوفي وسانجي بعد المعركة، وأخبر سانجي لوفي عن حلمه في العثور على "الأزرق الكامل"، بينما كان زيف يتنصت عليهما. حينها، أخبر زيف لوفي أن يأخذ سانجي، لكن لوفي قال إنه لا يستطيع حتى يقبل سانجي بنفسه. بعد ذلك، قام العاملون في مطعم باراتيي بوضع خطة لاستفزاز سانجي ليجعله يرحل، لكن سانجي اكتشف خطتهم ووافق على المغادرة ليصبح طباخ الطاقم والعضو الخامس في قراصنة قبعة القش.

## حياته
ولد سانجي في "الأزرق الشمالي"، وأحد أبرز الأحداث في طفولته هو حادث إنقاذه، حيث كاد أن يغرق في البحر قبل أن ينقذه أحد القراصنة المعروفين باسم زيف، الذي يُلقب بالساق الحمراء. ضحى زيف بقدمه من أجل مساعدته، ولكنهم بقوا لأيام عدة بدون مأكل أو مشرب، مما جعل سانجي يدرك معنى الجوع ويكون لديه دافع قوي لعدم ترك الناس جائعين.
بعد نجاتهما من الموت، انتقل سانجي للعمل كطباخ في مطعم بحري يملكه زيف في "الأزرق الشرقي"، حيث زادت خبرته في الطبخ، مما جعله من أفضل الطباخين في العالم، إن لم يكن الأفضل. دربه زيف، ذو الساق الحمراء، على القوة وفنون الطبخ بعد أن أنقذه من الغرق. يُذكر أن سانجي كان سببًا في قطع ساق زيف، حيث سقط في البحر ولم يكن يعرف السباحة، وعندما تعلق زيف بالمرساة، اضطر إلى قطع ساقه ليتمكن من الصعود وإنقاذ سانجي.
غالبًا ما يتشاجر سانجي مع زورو، حيث لا يتفقان على أي شيء. كما أنه محب للفتيات، وقد أخذ عهداً بعدم ضربهن، ويُظهر اهتمامًا خاصًا بنامي، حيث يحبها كثيرًا ويخاف عليها. حلمه هو العثور على "البحر الأزرق الكامل"، وهو مجمع للبحور الأربع التي تعيش فيها جميع أصناف الأسماك.

## حلمه
يعتبر الهدف الرئيسي لانضمام سانجي إلى طاقم لوفي، المعروف بقراصنة قبعة القش، هو تحقيق حلمه في العثور على البحر الأسطوري المعروف باسم "الأزرق الكامل". لقد كان هذا الحلم يراود سانجي منذ طفولته، وعندما أصبح شابًا، أصبح أكثر ثقة بقدراته وإمكاناته، حيث كان يعلم أن ذلك اليوم سيتحقق قريبًا. إن سانجي يتطلع إلى اليوم الذي سيتمكن فيه من تحقيق حلمه والعثور على ذلك البحر الأسطوري الذي يحتوي على جميع أنواع الأسماك.

## مظهره وطباعه
سانجي هو شاب نحيل ذو عضلات، يتميز بأرجل طويلة، وشعر أشقر، وعينين زرقاوين. عينه اليمنى دائماً مغطاة بشعره الذي يتدلى على جبينه، إضافة إلى حاجبه الملتوي بشكل لولبي في نهايته. يرتدي عادةً بدلة سوداء مع سروال أسود وحذاء أسود (زيه الرسمي)، ولا تفارق سيجارته فمه.
سانجي شاب هادئ وبارد الأعصاب، لا يتحدث كثيرًا في أغلب الأوقات. يُعتبر الاستراتيجي أو المخطط للطاقم، ويتميز بهيبته وذكائه، حيث أبدع في استخدام مهاراته في إنقاذ أفراد الطاقم من أخطار وشيكة، كما فعل في "نداء الدمار" في إنيس لوبي وخداعه لكروكودايل مرتين تحت اللقب "مستر برنس". يتميز باحترامه الكبير للطعام والنساء، لكنه قد يكون مزاجيًا أحيانًا، حيث قد يغلب عليه حبه للفتيات ويصبح مهووسًا بهن. يرفض ضرب أي فتاة، مثلما حدث في معركته مع "كاليفا"، ويعاملهن بنبل وشهامة كبيرة بناءً على وصية معلمه الذي قال: "لن أسمح لأحد من هذا المطعم بأن يضرب فتاة، لأن الرجال لا يضربون النساء". كما أن لديه حباً شديدًا لنامي، ولا يسمح لأحد بالإساءة للطعام بأي شكل، كأن يقوم بسكبه على الأرض أو التقليل من قيمته، مما يجعله مستعدًا لإيذاء من يسيء إليه.

## أبرز معاركه

### المعارك التي انتصر فيها
- سانجي ولوفي ضدّ بـيرل
- سانجي ضدّ مستر 2
- سانجي ضدّ جابورا
- سانجي ضدّ واداتسومي
- سانجي ضدّ كوروبي
- سانجي ضدّ أبسالوم
- سانجي ضدّ دوفال
- سانجي ضدّ شييبزهيد
- سانجي ضدّ بيج وان
- سانجي ضدّ إكس دريك
- سانجي ضد كوين نائب كايدو

### المعارك التي هزم فيها
- سانجي وأوسوب ضدّ إينيل
- سانجي ضدّ كاليفا
- سانجي ضدّ إيفانكوف
- سانجي وزورو ولوفي ضدّ كوما